# Хорной
Хорно́й (рос. Хорной, чув. Хорнуй) — присілок у Чувашії Російської Федерації, центр Хорнойського сільського поселення Моргауського району.
Населення — 664 особи (2010; 751 в 2002, 904 в 1979; 380 в 1939, 367 в 1926, 272 в 1906, 157 в 1858).

## Історія
Історичні назви — Хорная, Хиркаси. Утворився у першій половині 19 століття. До 1866 року селяни мали статус державних, займались землеробством, тваринництвом. 1929 року створено колгосп «Червоний Жовтень». До 1920 року присілок перебував у складі Акрамовської Козьмодемьянського, а до 1927 року Чебоксарського повіту. 1927 року присілок переданий до складу Татаркасинського, 1939 року — до складу Сундирського, 1944 року — до складу Моргауського, 1959 року — повернуто до складу Сундирського, 1962 року — до складу Чебоксарського, 1964 року — повернутий до складу Моргауського району. 29 серпня 1963 року до складу присілку приєднано присілки Козьмой, Пажалукаси та Чиганари.

## Господарство
У присілку діють дитячий садок, фельдшерсько-акушерський пункт, клуб, бібліотека, 2 магазини.